# Autobahndreieck Bordesholm
Das Autobahndreieck Bordesholm (Abkürzung: AD Bordesholm; Kurzform: Dreieck Bordesholm) ist ein Autobahndreieck bei Neumünster in Schleswig-Holstein. Es verbindet die Bundesautobahn 7 (Flensburg – Füssen; E 45) mit der Bundesautobahn 215 (Kiel – Bordesholm).

## Geografie
Das Autobahndreieck liegt auf dem Gebiet der Ortsgemeinden Dätgen, Hoffeld, Loop und Schönbek im Kreis Rendsburg-Eckernförde. Es befindet sich etwa 20 km südwestlich von Kiel, etwa 70 km nördlich von Hamburg und etwa 75 km südöstlich von Flensburg. Des Weiteren liegt das Dreieck inmitten des Naturpark Westensee.
Das Autobahndreieck Bordesholm trägt auf der A 7 die Anschlussstellennummer 12, auf der A 215 die Nummer 5.

## Bauform und Ausbauzustand
Die A 7 ist südlich des Dreiecks sechsstreifig ausgebaut. Nördlich davon sind beide Autobahnen vierstreifig ausgebaut. Die Verbindungsrampen sind zweispurig ausgeführt, da sie den Endpunkt der A 215 markieren. Es existieren nur die Relationen Kiel – Hamburg und umgekehrt, die fehlenden Rampen von der A 215 in Fahrtrichtung Flensburg und umgekehrt werden unter anderem von der A 210 übernommen (ab dem Kreuz Kiel-West zum Rendsburger Kreuz an der A 7).
Das Dreieck ist als Gabelung angelegt. Das Hauptbrückenbauwerk führt die A 215 über die A 7.
Im Rahmen des ÖPP-Projekts zwischen dem Bund und der Via Solutions Nord wurde die A 7 zwischen dem Dreieck Bordesholm und dem Dreieck Hamburg-Nordwest auf drei Fahrstreifen je Richtung erweitert. Die Bauarbeiten am 1. Bauabschnitt zwischen dem Autobahndreieck Bordesholm und der Anschlussstelle Neumünster-Mitte begannen im November 2014. Die Verkehrsfreigabe des ausgebauten Abschnitts war am 16. Dezember 2016.

## Verkehrsaufkommen
Das Dreieck wird im Durchschnitt von täglich rund 67.000 Fahrzeugen befahren.
| Von                   | Nach                     | Durchschnittliche tägliche Verkehrsstärke | Durchschnittliche tägliche Verkehrsstärke | Durchschnittliche tägliche Verkehrsstärke | Anteil Schwerlastverkehr | Anteil Schwerlastverkehr | Anteil Schwerlastverkehr |
| Von                   | Nach                     | 2005                                      | 2010                                      | 2015                                      | 2005                     | 2010                     | 2015                     |
| --------------------- | ------------------------ | ----------------------------------------- | ----------------------------------------- | ----------------------------------------- | ------------------------ | ------------------------ | ------------------------ |
| AS Bordesholm (A 7)   | AD Bordesholm            | 34.800                                    | 34.400                                    | 39.400                                    | 18,7 %                   | 16,6 %                   | 16,9 %                   |
| AD Bordesholm         | AS Neumünster-Nord (A 7) | 62.600                                    | 64.100                                    | 65.800                                    | 12,6 %                   | 12,3 %                   | 12,2 %                   |
| AS Blumenthal (A 215) | AD Bordesholm            | 27.000                                    | 26.800                                    | 28.300                                    | 06,0 %                   | 06,1 %                   | 06,9 %                   |

## Anschlussstellen und Fahrbeziehungen
| Richtung Flensburg / Dänemark (11) Bordesholm ↓↓↑↑ |                                              | Richtung Kiel (4) Blumenthal ↓↓↑↑ |
|                                                    |                                              |                                   |
|                                                    | ↓↓↓↑↑↑ (13) Neumünster-Nord Richtung Hamburg |                                   |

## Trivia
In Richtung Kiel beginnt die Kilometrierung der A 215 am Dreieck Bordesholm bereits bei km 2,1. In Richtung Hamburg endet die Kilometrierung bei der Einmündung auf die A 7 mit km 0,0. Dies liegt darin begründet, dass zwischen dem Einfädeln der A 215 auf die A 7 in Richtung Hamburg und dem Abzweigen der A 215 in Richtung Kiel ca. 2 km liegen. Der Fixpunkt der Kilometrierung ist das Ende der Rampe Kiel-Hamburg.